# Zvonimir Červenko
Zvonimir Červenko (Prijepolje, 1926. november 13. – Zágráb, 2001. február 17.) horvát tábornok, a Horvát Köztársaság fegyveres erőinek vezérkari főnöke.

## Élete
Cervenko katonai pályafutását a Zágrábi Katonai Műszaki Akadémián kezdte, ahol 19 év után oktató is volt. A horvát tavasz idején a JNA alezredeseként horvát érdekek képviseletéért 1972-ben másfél év szigorított börtönbüntetésre, valamint katonai rangjától való megfosztásra ítélték és nyugdíjazták. Büntetését Ógradiskán töltötte. 1990-ig a Zágrábi Rádió és Televízió pénztárosaként dolgozott.
A horvátországi függetlenségi háború elején Franjo Tuđman elnök felajánlotta neki a védelmi miniszteri posztot, de azt Červenko határozottan visszautasította, megjegyezve, hogy katona, és nem politikus. Megszervezte Zágráb védelmét, az ellenséges laktanyák blokádját, és szorgalmazta 14 zágrábi dandár felállítását. 1992 januárjában Červenko a honvédség egyik főparancsnoka, a vezérkar főnökének helyettese lett.
Zvonimir Červenko közvetlenül a Vihar hadművelet előtt érte el katonai karrierje csúcsát, amikor Janko Bobetko tábornokot követte a vezérkari főnöki poszton. 1995. július 15-től 1996. november 16-ig a horvát fegyveres erők vezérkari főnöke volt. A horvát hadsereg legsikeresebb hadműveletét, mely a „Vihar” fedőnevet viselte, az ő parancsnoksága alatt hajtották végre. Franjo Tuđman elnök 1996 novemberében nyugdíjazta.
Tagja volt a horvát parlament megyei házának, 2000-től pedig a mentelmi bizottságnak. 2001. február 17-én hunyt el Zágrábban. A legmagasabb rangú vezetőknek kijáró katonai tiszteletadással temették el a zágrábi Mirogoj temetőben, a horvát nagyok árkádsorában.

## Emlékezete
- Életéről 1994-ben dokumentumfilm készült „Sudbine – generalova priča” (Sorsok – a tábornok története) címmel.
- 2004-ben Miroslav Mikuljan kiadott egy könyvet Červenko életéről, katonai és politikai útjáról.
- A „Sudbine” (Sorsok) című sorozat az 1994-es, a televízióban sugárzott azonos című film szövegének átvételével készült, melyben hűen reprodukálták azt a beszélgetést, amelyet a könyv szerzője a film felvételekor folytatott Červenko tábornokkal.
- 2019. február 15-én a Popovača melletti Podbrđe faluban emlékművet avattak fel a tiszteletére. Elkészítését Popovača városa és a környéken működő honvédő egyesületek ösztönözték, és a Horvát Veteránok Minisztériuma támogatásával valósult meg. Az emlékművet Ivan Branko Imrović készítette.

## Fordítás
Ez a szócikk részben vagy egészben  a   Zvonimir Červenko című horvát Wikipédia-szócikk ezen változatának fordításán alapul.  Az eredeti cikk szerkesztőit annak laptörténete sorolja fel. Ez a jelzés csupán a megfogalmazás eredetét és a szerzői jogokat jelzi, nem szolgál a cikkben szereplő információk forrásmegjelöléseként.